# Роджерс-арена

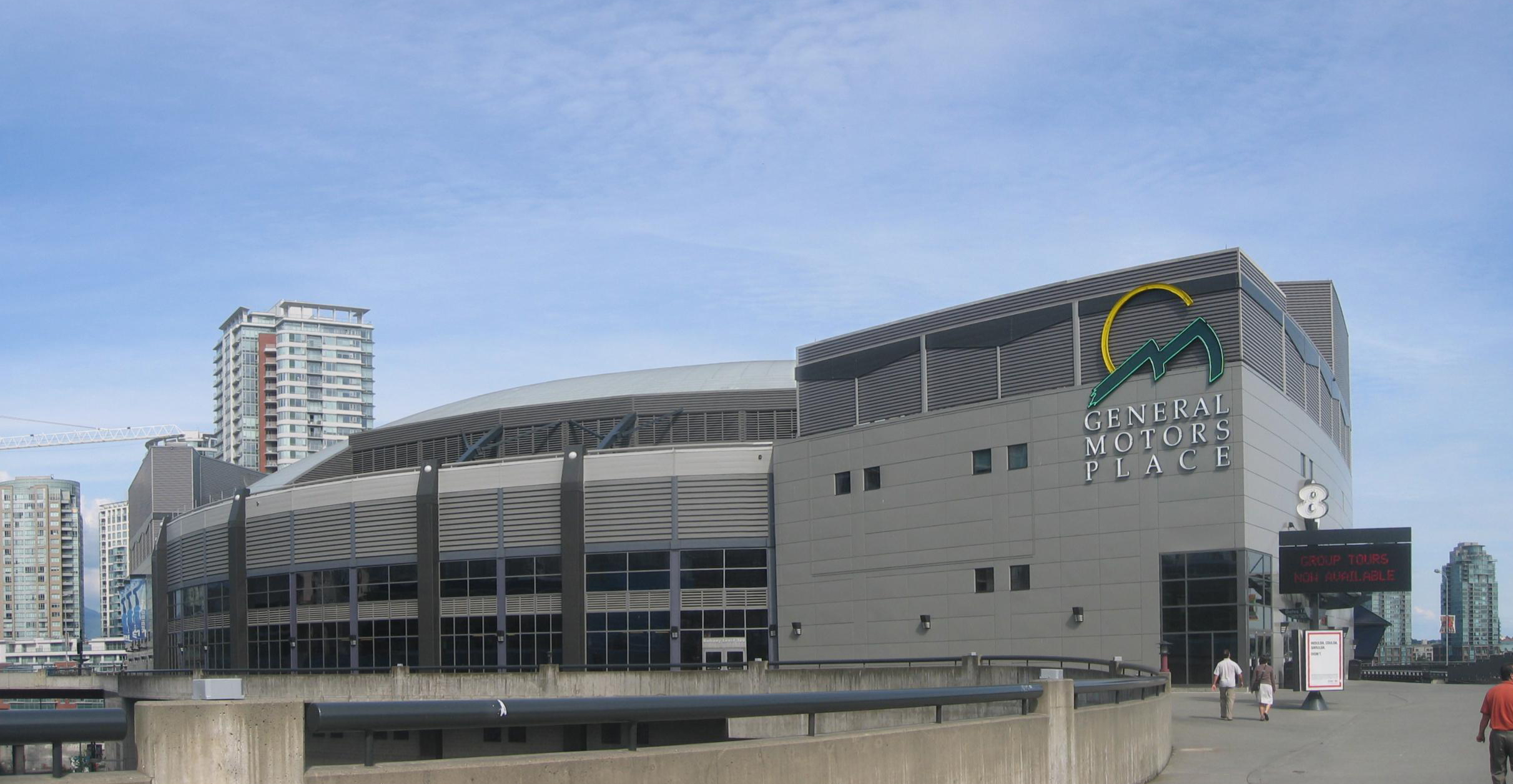
Зовнішній вигляд спорткомплексу

«Роджерс-арена» (англ. Rogers Arena) (до 6 липня 2010 називався «Дженерал-Моторс-плейс»)— спортивний комплекс у Ванкувері, Британська Колумбія, відкритий у 1995 р. Місце проведення міжнародних змагань з кількох видів спорту і домашня арена для команди Ванкувер Канакс, НХЛ. 
У лютому 2010 року була одною із арен Зимових Олімпійських ігор і носила на їх період назву Канада Хокі Плейс.